# Elliott Murphy
Elliott James Murphy, Jr. född den 16 mars 1949 i Rockville Centre på Long Island, New York, är en amerikansk singer/songwriter. Elliott Murphy är en artist med en lång karriär. Han är fortfarande mycket aktiv och gör några hundra spelningar per år.

## Historia
Debutskivan "Aquashow" gavs ut redan 1973. Då var han en del av den spännande musikscen som höll på att växa fram i New York med namn som Patti Smith och Bruce Springsteen. I ett klassiskt nummer av tidningen Rolling Stone recenserades nya skivor av Murphy och Springsteen och Murphy var den som förutspåddes den bästa framtiden av de två.
Sedan början av 1990-talet bor han i Paris och det är också i Europa han numer turnerar som flitigast och släpper sina skivor.
Elliott Murphy är kanske i dag mest känd som god vän till Bruce Springsteen och varenda gång Springsteen har spelat i Paris har han bjudit upp Elliott på scenen.
Elliott Murphy har även publicerat sig i skriven form. Han har publicerat både noveller, romaner och journalistik. På 1980-talet skrev han noveller i tidningen "Heavy Metal"
Det kommer fortfarande i stort sett en ny skiva varje år. Musikaliskt hör Elliott hemma i den amerikanska traditionen, starkt inspirerad av Bob Dylan. Men hans texter är berättande och ofta litterära och fulla av hänvisningar till populärkultur och finkultur.
På senare år framträder Elliott oftast som duo tillsammans med den franske gitarristen Olivier Durand och ibland med olika band. De senaste åren med det helfranska NAS - The Normandy All Stars - där vi, förutom Olivier Durand, hittar Alan Fatras på trummor och Laurent Pardo på bas.
Efter framgångarna med bland annat storpubliken på Storsjöyran i Östersund sommaren 2010, återvänder Elliott tillsammans med Olivier Durand till Sverige våren 2011. Elliott släpper ett nytt album i början av 2011 som kort och gott heter "Elliott Murphy." Det blir en kort duo-turné i syfte att supporta den nya skivan och den 4 maj spelar de Stadsteatern i Falkenberg. Torsdagen 5 maj är det dags för dem att besöka Kulturhuset Bastionen i Uddevalla för första gången. Den 6 maj är de så åter i Stockholm och spelar på Stacken [Nalens bakficka]. Det här besöket avslutas lördagen den 7 maj då de besöker lilla Skebopuben i Skebobruk. Redan till hösten kommer Elliott tillbaka, då tillsammans med Normandy All Stars. Lördagen den 29 oktober ger de The Third Annual Stockholm Piano Show på Kägelbanan i Stockholm.
Sedan 2007 har Elliott gjort minst två spelningar per år i Sverige. Innan dess var det en lång period när han inte alls besökte Sverige. Men i början av 1980-talet var han en flitig gäst i Sverige och gjorde bland annat en radiokonsert i programmet Tonkraft och framträdanden i teve, bland annat i Måndagsbörsen (1981) och Bälinge Byfest (1982). 
I Claes Holmströms roman "Tredje stenen från solen" besöker huvudpersonerna en Elliott Murphy-konsert och det talas också om hans skivor.

## Diskografi
Studioalbum
- Aquashow[4] (1973)
- Lost Generation (1975)
- Night Lights (1976)
- Just A Story From America (1977)
- Murph The Surf (1982)
- Party Girls / Broken Poets (1984)
- Milwaukee (1985)
- Change Will Come (1987)
- Après Les Déluge (1987)
- 12[2] (1990)
- If Poets Were King (1992)
- Unreal City[2] (ny utgåva av albumet 12) (1993)
- Paris/New York (1993)
- Selling The Gold (1995)
- Beauregard (1998)
- Rainy Season (2000)
- La Terre Commune (med Iain Matthews) (2001)
- Last Of The Rock Stars...And Me And You (med The Rainy Season Band) (2001)
- Soul Surfing (2002)
- Strings Of The Storm (2003)
- Murphy Gets Muddy (2005)
- Coming Home Again (2007)
- Notes From The Underground (2008)
- Elliott Murphy (2011)
- It Takes A Worried Man (2013)
- Intime (2014)
- Aquashow Deconstructed (2015)
- Prodigal Son (2017)

EPs
- Affairs[2] (1980)
- Soul Surfing, The Next Wave (2002)

Livealbum
- Live Hot Point (med Chris Spedding) (1991)
- April - a Live Album (med Olivier Durand) (1999)
- The Last of the Rock Stars... and Me and You (2001)
- Alive in Paris (2009)
- Just A Story From New York (2011)

Samlingsalbum
- Diamonds By The Yard (1992)
- Going Through Something - the Best of 1982-1991 (1996)
- Never Say Never - the Best of 1995-2003 & Live DVD (2005)